# 馬來西亞—毛里裘斯關係
馬來西亞－模里西斯關係是指马来西亚与非洲海岛国家毛里求斯之間历史上与现代的雙邊關係。双方于1987年1月建立大使级外交关系。建交以來兩國高層交往頻繁，各领域来往不断。现今兩國均為大英国协、不结盟运动、77國集團成員國。

## 政治交流
马来西亚、毛里求斯两国均曾经是大英帝国的殖民地，直到各自于1957年、1968年脱离英国而独立，并加入了大英国协。1981年马哈迪·莫哈末出任马来西亚首相之初，即积极发展与毛里求斯之外交关系，两国亦有一定的官方往来。但直到1987年1月，毛里求斯才与马来西亚建立大使级外交关系，此后两国友好关系迅速升温，1988年7月，毛里求斯政府即于吉隆坡建立了高级专员公署，当年8月，马哈迪就访问了毛里求斯，得到了毛里求斯总理的接见，并与毛里求斯政府签署了两项协议，以加强经济合作。此后两国关系也得到了进一步的加强，高层互访不断。
现今，毛里求斯设有驻吉隆坡高级专员公署，也兼辖其在泰国、越南、印尼等国的外交利益。截至2022年，马来西亚暂未在毛里求斯设立外交代表机构，对毛里求斯的外交业务由驻津巴布韦大使馆兼辖，马来西亚也在毛里求斯卡特勒博尔纳委派了名誉领事，以发展双边关系。

## 经贸关系

### 贸易
早在20世纪80年代两国邦交建立以前，毛里求斯就已经开始寻求与马来西亚发展经贸关系，向大馬输出蔗糖等产品。两国建交后，双边贸易总额不断增加，据經濟複雜性研究中心统计，2020年，毛里求斯与马来西亚的双边贸易额达到1.13亿美元，其中大馬出口1.07亿美元，主要出口产品有浓缩乳、烤制食品与锯材等，毛里求斯则向大馬出口了592万美元，主要出口印制电路板、石油天然气等产品。

### 投资
早在20世纪80年代两国邦交建立之初，致力于工业多元化的毛里求斯开始受到大馬政府及商人的青睐，1988年，马哈迪访问毛里求斯时，就已经有马来西亚商人在毛里求斯合资创办了商业银行。其后马来西亚开始加大对该国的投资，现今，毛里求斯已经成为马来西亚在非洲主要投资对象国之一。截至2012年底，马来西亚在毛里求斯投资额达到69.22亿美元，占到其对非洲大陆全部投资的43.4%。有中国大陆学者分析指出，毛里求斯国内华人居多，也是吸引大馬投资的一大因素。

## 人文交流

### 旅行与签证

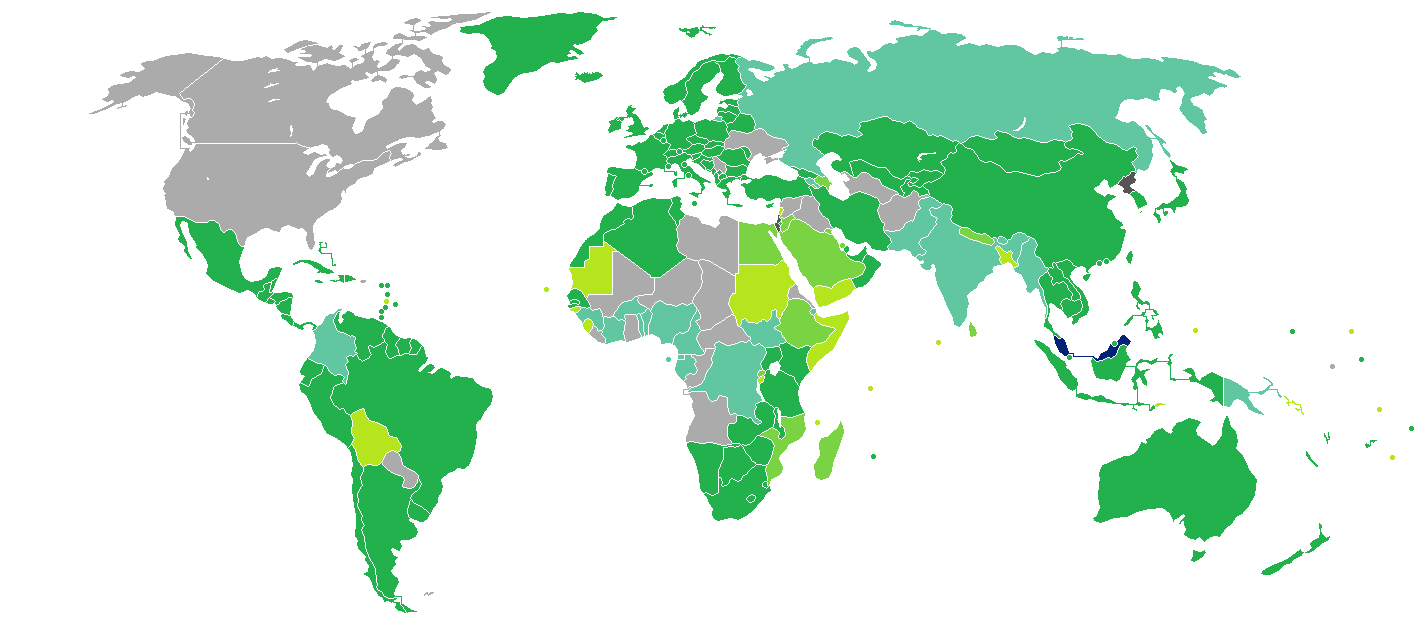
持馬來西亞護照的馬來西亞公民簽證要求分布圖：入境毛里求斯可以免签证。

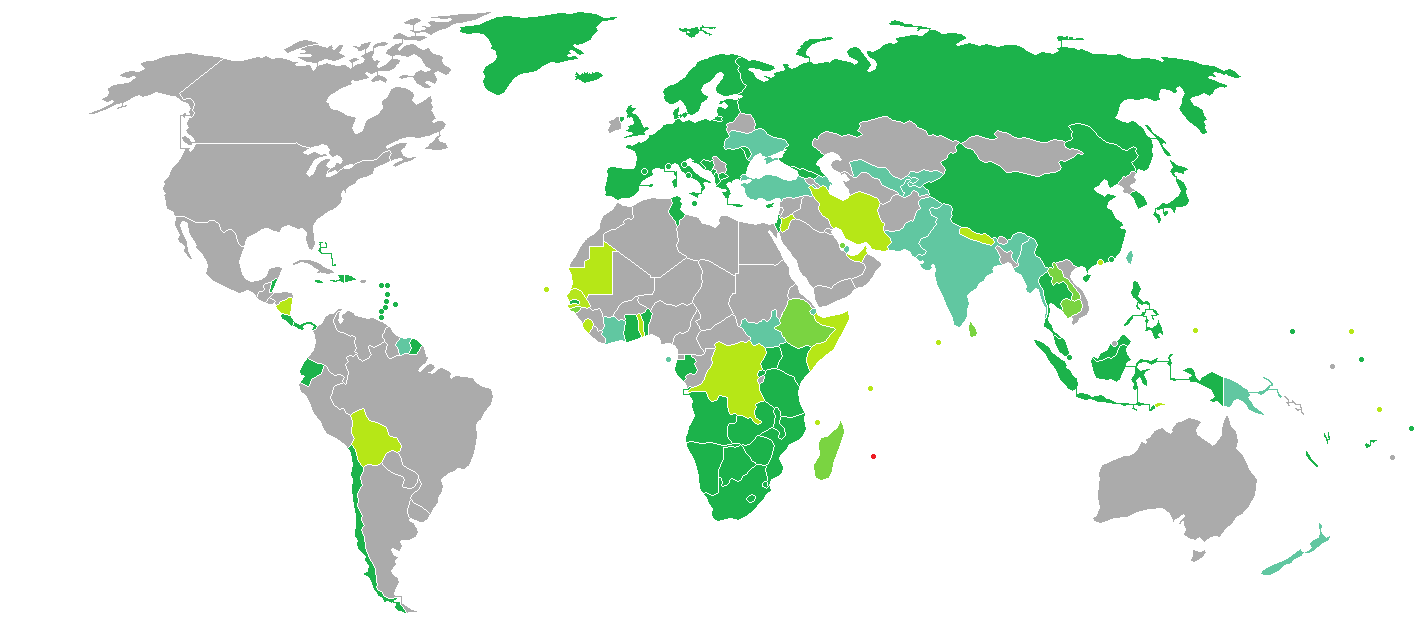
持模里西斯護照的模里西斯人口簽證要求分布圖：入境马来西亚可以免簽證。

持模里西斯護照的模里西斯公民可以免签证入境马来西亚，停留最多30天。而持馬來西亞護照的馬來西亞公民则可以免签证入境毛里求斯，停留最多90天。

### 教育与技术合作
早在20世纪80年代两国邦交建立以前，毛里求斯政府就已经要求大馬政府为毛里求斯外交官提供工艺培训。建交后，大馬政府也开始加强与毛里求斯的技术交流，为毛里求斯农民提供一定的培训。
进入21世纪，马来西亚教育部也积极推广本国教育，2005年，马来西亚政府在毛里求斯建立其位于非洲的第一个教育推广中心；其后又通过馬來西亞開放大學与毛里求斯教育学院建立了合作关系，并招收了一定数量的毛里求斯学生。

## 交通

### 航空
20世纪80年代，马来西亚即已经与毛里求斯建立了航空联系。毛里求斯航空公司也运营着从路易港西沃萨古尔·拉姆古兰爵士国际机场直航吉隆坡国际机场的航线。

#### 事件
2014年，馬來西亞航空370號班機空難发生后，毛里求斯政府曾积极搜索邻近海域，不久后，在模里西斯發現了MH370的一塊飛機殘骸，其后，毛里求斯副总理亦表示将继续协助大馬政府搜寻MH370残骸。

### 网页及新闻报道
- . 关键评论.   [2019-09-06]. （原始内容存档于2022-11-06）. （页面存档备份，存于）
- . 七十七国集团官网.   [2014-08-25]. （原始内容存档于2019-01-07） （英语）. （页面存档备份，存于）
- . 德黑兰. 2012-08-31  [2012-08-24]. （原始内容存档于2014-02-08） （英语）. （页面存档备份，存于）
- (PDF). 中华人民共和国商务部: 25.   [2022-11-12]. （原始内容存档 (PDF)于2022-11-12）. （页面存档备份，存于）
- . 联合早报. Bernama.   [1988-04-16]. （原始内容存档于2022-11-12） （中文（新加坡））.  （页面存档备份，存于）
- . 联合早报. : 6  [1985-06-04]. （原始内容存档于2022-11-12） （中文（新加坡））.  （页面存档备份，存于）
- . 星洲日报. 1977-03-08: 11  [2022-11-12]. （原始内容存档于2022-11-12） （中文（新加坡））. （页面存档备份，存于）
- . 联合早报 (新加坡). Bernama. 1988-08-16  [2022-11-13].
- . 毛里求斯驻马来西亚高级专员公署.   [2022-11-12]. （原始内容存档于2022-08-19） （英语）. （页面存档备份，存于）
- 马来西亚驻津巴布韦大使馆. . 马来西亚驻津巴布韦大使馆.   [2022-01-04]. （原始内容存档于2022-01-06） （英语）. （页面存档备份，存于）
- . 经济复杂性研究中心.   [2022-11-08]. （原始内容存档于2022-11-13） （英语）. （页面存档备份，存于）
- . 模里西斯護照和移民辦公室. （原始内容存档于2016-05-30） （英语）. （页面存档备份，存于）
- 中国中央电视台. .   [2015-08-11]. （原始内容存档于2022-11-13）. （页面存档备份，存于）

### 专著
- Mackay, Derek. . The Radcliffe Press. 2005: 240–  [2016-10-09]. ISBN 978-1-85043-844-1. （原始内容存档于2018-12-26）. （页面存档备份，存于）

### 期刊论文
- 王焕芝. . 《比较教育研究》 (北京市新街口外大街19号北京师范大学英东教育楼: 北京师范大学). 2022-04-20, 44 (4): 88–95. ISSN 1003-7667. doi:10.20013/j.cnki.ICE.2022.04.11.
- 姚桂梅. . 2014-05-26  [2022-10-02]. （原始内容存档于2022-10-02） （中文（中国大陆））. （页面存档备份，存于）